# Клер (Айова)
Клер (англ. Clare) — місто (англ. city) в США, в окрузі Вебстер штату Айова. Населення — 136 осіб (2020).

## Географія
Клер розташований за координатами 42°35′15″ пн. ш. 94°20′41″ зх. д. / 42.58750° пн. ш. 94.34472° зх. д. (42.587455, -94.344688).  За даними Бюро перепису населення США в 2010 році місто мало площу 1,31 км², уся площа — суходіл.

## Демографія
Згідно з переписом 2010 року, у місті мешкало 146 осіб у 65 домогосподарствах у складі 41 родини. Густота населення становила 111 особа/км².  Було 74 помешкання (56/км²).
Расовий склад населення:
| - 97,3 % — білих - 2,1 % — чорних або афроамериканців |

До двох чи більше рас належало 0,0 %. Частка іспаномовних становила 1,4 % від усіх жителів.
За віковим діапазоном населення розподілялося таким чином: 19,2 % — особи молодші 18 років, 62,3 % — особи у віці 18—64 років, 18,5 % — особи у віці 65 років та старші. Медіана віку мешканця становила 42,5 року. На 100 осіб жіночої статі у місті припадало 114,7 чоловіків;  на 100 жінок у віці від 18 років та старших — 107,0 чоловіків також старших 18 років.
Середній дохід на одне домашнє господарство  становив 66 579 доларів США (медіана — 54 583), а середній дохід на одну сім'ю — 82 479 доларів (медіана — 66 250). За межею бідності перебувало 3,6 % осіб, у тому числі 0,0 % дітей у віці до 18 років та 0,0 % осіб у віці 65 років та старших.
Цивільне працевлаштоване населення становило 129 осіб. Основні галузі зайнятості: освіта, охорона здоров'я та соціальна допомога — 28,7 %, оптова торгівля — 19,4 %, роздрібна торгівля — 9,3 %, публічна адміністрація — 7,8 %.